# Саут-Сарасота (Флорида)
Саут-Сарасота (англ. South Sarasota) — переписна місцевість (CDP) в США, в окрузі Сарасота штату Флорида. Населення — 5133 особи (2020).

## Географія
Саут-Сарасота розташований за координатами 27°17′11″ пн. ш. 82°31′59″ зх. д. / 27.28639° пн. ш. 82.53306° зх. д. (27.286278, -82.533133).  За даними Бюро перепису населення США в 2010 році переписна місцевість мала площу 6,04 км², з яких 4,98 км² — суходіл та 1,05 км² — водойми.

## Демографія
Згідно з переписом 2010 року, у переписній місцевості мешкало 4950 осіб у 2395 домогосподарствах у складі 1337 родин. Густота населення становила 820 осіб/км².  Було 2749 помешкань (455/км²).
Расовий склад населення:
| - 93,4 % — білих - 1,3 % — чорних або афроамериканців - 1,3 % — азіатів - 0,3 % — корінних американців - 0,1 % — вихідців з тихоокеанських островів - 1,4 % — осіб інших рас |

До двох чи більше рас належало 2,2 %. Частка іспаномовних становила 6,4 % від усіх жителів.
За віковим діапазоном населення розподілялося таким чином: 16,3 % — особи молодші 18 років, 56,9 % — особи у віці 18—64 років, 26,8 % — особи у віці 65 років та старші. Медіана віку мешканця становила 51,2 року. На 100 осіб жіночої статі у переписній місцевості припадало 98,3 чоловіків;  на 100 жінок у віці від 18 років та старших — 94,9 чоловіків також старших 18 років.
Середній дохід на одне домашнє господарство  становив 101 224 долари США (медіана — 49 432), а середній дохід на одну сім'ю — 145 022 долари (медіана — 92 152). Медіана доходів становила 41 607 доларів для чоловіків та 39 932 долари для жінок. За межею бідності перебувало 12,6 % осіб, у тому числі 17,9 % дітей у віці до 18 років та 4,7 % осіб у віці 65 років та старших.
Цивільне працевлаштоване населення становило 2086 осіб. Основні галузі зайнятості: освіта, охорона здоров'я та соціальна допомога — 18,6 %, роздрібна торгівля — 16,2 %, мистецтво, розваги та відпочинок — 13,1 %, науковці, спеціалісти, менеджери — 12,9 %.